# 線松鼠屬
線松鼠屬（学名：Lariscus），哺乳綱、囓齒目、松鼠科的一屬，而與線松鼠屬（三線松鼠）同科的動物尚有旱獺屬（旱獺）、條紋松鼠屬（條紋松鼠）、長鼻松鼠屬（長鼻松鼠）、太陽松鼠屬（太陽松鼠）等之數種哺乳動物。

## 下属物种
本属包括以下物种：
- Lariscus hosei (Thomas, 1892)
- Lariscus insignis (F.Cuvier, 1821)
- Lariscus niobe (Thomas, 1898)
- Lariscus obscurus (Miller, 1903)